# Цефенемийоз
Цефенемийоз (Cephenemyiosis; Cephcnemyiosis) — миаз, вызванный оводами рода Cephenemyia. 

## Цефенемийоз человека
У человека паразитирует Cephenemyia ulrichii (Brauer, 1863), вызывающий офтальмомиаз. Этот вид также паразитирует у оленей и косуль.
В результате паразитизма, опухает конъюнктива, краснеют глаза.
Также описан случай паразитирования  C. ulrichii в верхней губе человека.
Лечение: личинок удаляют.

## Цефенемийоз оленей
Носоглоточный овод сяну Cephenemyia trompe (Modeer, 1786) вызывает энтомоз у северных оленей, тем самым нанося серьёзный урон хозяйству северных регионов.
Длина тела имаго 14—16 мм, личинка 1-й стадии клиновидной формы, светлая, длиной от 1 мм (при отрождении) до 4 мм (перед линькой); 2-й стадии — продолговатая, кремового цвета, длиной 16—17 мм; 3-й стадии — цилиндрическая, серо-жёлтого цвета, длиной до 37 мм. 
Попав на слизистую оболочку носовой полости оленя, личинки быстро уползают в глубь её. Первые 7 месяцев личинки 1-й стадии растут медленно, затем они линяют и во 2-й стадии их рост ускоряется. Достигнув 3-й стадии развития (в мае — июне), личинки во время кашля или чихания выпадают из носовой полости на почву и окукливаются.
У больных оленей наблюдается воспаление слизистых оболочек носовой полости и глотки, серозно-слизистое истечение из носовой полости, одышка, частые кашель и чихание, снижение упитанности и резистентности организма. При сильной инвазии возможна гибель животных.